# Riccardia furtiva
Riccardia furtiva là một loài rêu trong họ Aneuraceae. Loài này được E. A. Br. & Braggins mô tả khoa học đầu tiên năm 1989.